# Podhradie (district de Prievidza)
Podhradie (hongrois : Keselőkő) est un village de Slovaquie situé dans la région de Trenčín.

## Histoire
La première mention écrite du village date de 1352.

## Démographie

### Évolution de la population
| Année:               | 1994. | 2004.   | 2014.   | 2024.   |
| -------------------- | ----- | ------- | ------- | ------- |
| Nombre de personnes: | 343   | 333     | 309     | 292     |
| Différence:          |       | -2,91 % | -7,20 % | -5,50 % |

| Année:               | 2023. | 2024.   |
| -------------------- | ----- | ------- |
| Nombre de personnes: | 288   | 292     |
| Différence:          |       | +1,38 % |